# Сони Ериксон K800
Сони Ериксон K800 је модел телефона из сони-ериксонове K серије.

## Карактеристике
Екран
- 262,144 боја, TFT LCD екран

Димензије
- 106 x 47 x 20

Маса
- 115

Меморија
- 64 MB интерна
- (M2) 512

## Варијанте
- K800i
- K800c
- K790i
- K790c
- K790a